# Enrique Gorriarán Merlo
Enrique Haroldo Gorriarán Merlo (ur. 18 października 1941 w San Nicolás de los Arroyos, zm. 22 września 2006) – argentyński rewolucjonista i terrorysta.
Był przywódcą Rewolucyjnej Armii Ludowej (ERP). Aresztowany w 1970, zbiegł z więzienia w 1972. Po zdruzgotaniu ERP pod koniec lat 70. próbował na emigracji zreorganizować ruch we Włoszech, a następnie w Hiszpanii. W 1979 wziął udział w rewolucji sandinistowskiej w Nikaragui, po czym dokonał na polecenie nowego Ministerstwa Spraw Wewnętrznych zabójstwa majora Pablo Emilio Salazara (podwładnego Anastasio Somozy Debayle), a następnie zamordowania samego Somozy w Asunción. W 1983 powrócił w tajemnicy do Argentyny, gdzie podjął się stworzenia organizacji „Wszyscy za Ojczyznę” (MTP), w którą zaangażował byłych członków ERP, wierząc, że upadek dopiero przywróconej demokracji jest nieuchronny. 23 stycznia 1989 jako dowódca pięćdziesięcioosobowej partyzantki zaatakował koszary 3. Pułku Piechoty w La Tablada. Zginęło jedenastu żołnierzy i 34 rebeliantów, Gorriaran zaś zbiegł. W październiku 1995 został ponownie aresztowany, a następnie postawiony przed sądem i uwięziony.